# سيباستيان زبيك
سيباستيان زبيك (بالألمانية: Sebastian Zbik) مواليد 17 مارس 1982 في نويبراندنبورغ، ألمانيا الشرقية، هو ملاكم محترف ألماني يصنف ضمن فئة وزن خفيف الثقيل. حقق بطولة المجلس العالمي للملاكمة.

## إحصائيات
خاض خلال مسيرته 32 نزالا، فاز في 30 ولم يتعادل وخسر في 2. فاز بالضربة القاضية في 10 نزالات.

## روابط خارجية
- سيباستيان زبيك على موقع بوكس ريك (الإنجليزية) (registration required)